# مسابقة الأغنية الأوروبية 1990
مسابقة الأغنية الأوروبية 1990 هي النسخة ال35 من مسابقة الأغنية الأوروبية، أقيمت في مدينة زغرب، يوغوسلافيا، شاركت 22 دولة في المسابقة وحصلت إيطاليا على المركز الأول بأغنية Insieme: 1992 للمغني توتو كوتونيو.

## روابط خارجية
- الموقع الرسمي